# Nhà 5D Hàm Long
Nhà 5D phố Hàm Long được Kỳ bộ Việt Nam Thanh niên Cách mạng Đồng chí Hội (VNTNCMĐCH) thuê làm trụ sở hoạt động bí mật và giao cho vợ chồng Trần Văn Cung và Trần Thị Liên quản lý. Tại đây tháng 3 năm 1929, kỳ bộ VNTNCMĐCH Bắc kỳ đã họp thành lập chi bộ đảng cộng sản đầu tiên tại Việt Nam, gồm có bảy đảng viên: Trịnh Đình Cửu, Ngô Gia Tự, Trần Văn Cung, Đỗ Ngọc Du, Nguyễn Đức Cảnh, Dương Hạc Đính, Kim Tôn (Nguyễn Tuân) và bầu Trần Văn Cung (Quốc Anh) làm bí thư chi bộ. Chi bộ chủ trương phải tích cực vận động thành lập một đảng cộng sản ở Việt Nam thay tổ chức Việt Nam cách mạng thanh niên để lãnh đạo cách mạng Việt Nam. Nay địa chỉ này trở thành di tích lịch sử cách mạng thuộc Bảo tàng Hà Nội.